# シュリー＝シュル＝ロワール城
シュリー＝シュル＝ロワール城（Château de Sully-sur-Loire）は、フランス・ロワレ県のロワール渓谷内にあるのシュリー＝シュル＝ロワールに位置する城。宮殿に転用されたこともある。
世界遺産「シュリー＝シュル＝ロワールとシャロンヌ間のロワール渓谷」に含まれる。

## 歴史
シュリー城は、アンリ4世の大臣マクシミリアン・ド・ベテュヌ（Maximilien de Béthune、1560年～1641年）を始めとする歴代シュリー公爵の居城である。
シュリー城は城塞（château-fort）であり、ロワール川を渡ることができる貴重な地の一つを支配するために築かれた。
この地の要塞化は、おそらくはゴール人の時代、遅くとも11世紀初期には始まったと考えられる（1102年に書かれた資料に言及がある）。1218年には、フィリップ2世が本丸を築いている。
要塞を受け継いだギー・ド・ラ・トレモイユ(Guy de la Trémoille)は1395年、側面の4つの塔(Donjon)の建設に取り掛かった。
もう一方に加えられた16世紀の「 Petit Château 」は、より気持ちのよい宿泊施設を提供している。
シュリー公はこれを改造した。
シュリー公はこの地を1602年に購入、庭園と要塞を拡張した。
彼は堤防を強化して、ときおり起こる氾濫から町を守ろうとした。

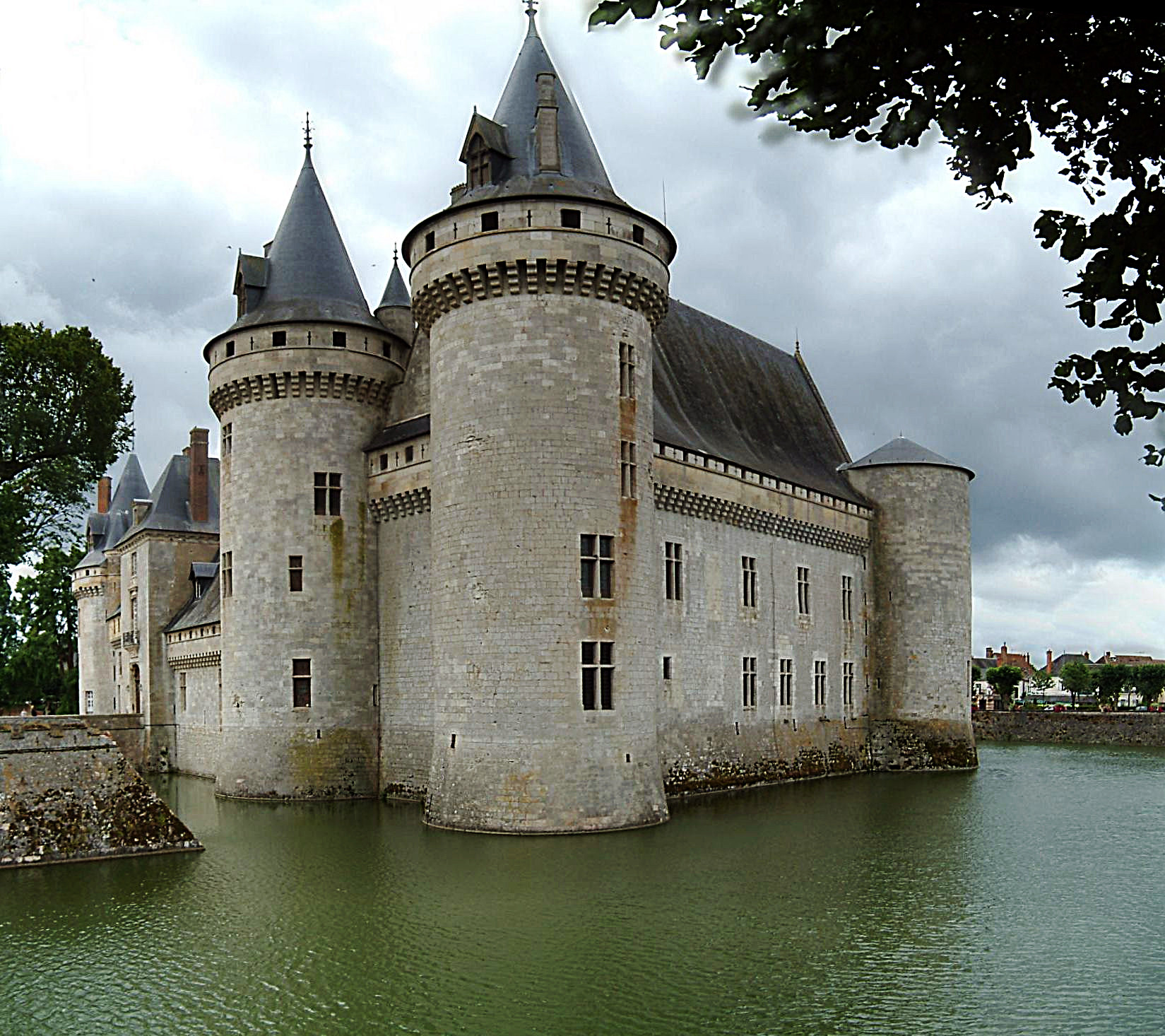
シュリー城は濠に直接建てられている

シュリー=シュル=ロワール城は1962年まで一族の資産であったが、その年にロワール県の所有となり、多くの修復がなされている。
毎年6月にはクラシック音楽のフェスティバルが開かれる。
城には多くのタペストリーがあり、その中には17世紀の壁掛け布6枚組セット「 Tenture de Psyché 」や、シュリー家代々の肖像画、17世紀の家具などがある。シュリー公と彼の二番目の妻の墓もここにある。
アンリ4世がこの城を訪れることはなかったが、マザランとアンヌ・ドートリッシュが1652年3月、フランス内戦のフロンドの乱を避けてここに避難している。
テュレンヌ元帥が同年城に滞在したのは、ブレンヌの戦いで大コンデ公に敗北する前のことである。
その後1716年と1719年に、城にはヴォルテールがかくまわれたが、彼はオルレアン公爵フィリップ2世を侮辱した罪でパリ追放の憂き目を見たのであった。